# Niedersteinebach
Niedersteinebach é um município da Alemanha localizada no distrito de Altenkirchen, na associação municipal de Verbandsgemeinde Flammersfeld, no estado da Renânia-Palatinado.

## População
| - 1815 – 59 - 1835 – 77 - 1871 – 114 - 1905 – 157 - 1939 – 154 - 1950 – 170 | - 1961 – 177 - 1965 – 184 - 1970 – 172 - 1975 – 169 - 1980 – 176 - 1985 – 281 | - 1987 – 211 - 1990 – 208 - 1995 – 218 - 2000 – 205 - 2005 – 191 |